# Craugastor punctariolus
Craugastor punctariolus är en groddjursart som först beskrevs av Peters 1863.  Craugastor punctariolus ingår i släktet Craugastor och familjen Craugastoridae. IUCN kategoriserar arten globalt som starkt hotad. Inga underarter finns listade i Catalogue of Life.